# Taschkenter Universität für Informationstechnologie
Die Taschkenter Universität für Informationstechnologie (kurz TUIT; russisch Ташкентский Университет Информационных Технологий; usbekisch Toshkent Axborot Texnologiyalari Universiteti) ist eine wichtige Universität in der usbekischen Hauptstadt Taschkent. Sie hat sich auf Studiengänge der Informationstechnologie und Ingenieurwissenschaften spezialisiert. Neben dem Hauptstandort in Taschkent betreibt die Universität auch insgesamt sechs kleinere Filialen in den Städten Fergana, Urgentsch, Qarshi, Samarkand und Nukus.

## Überblick
Die Universität wurde 1955, als Usbekistan zur Sowjetunion gehörte, als Taschkentskij Elektrotechnitscheskij Institut Swjasi gegründet. 1993 wurde eine spezielle Fakultät eingerichtet, an der Offiziere und Militärbeamte in technischen Bereichen weitergebildet werden.
Seit einem Dekret des usbekischen Präsidenten im Jahr 2002 gilt das Institut offiziell als Universität, ab 2005 wurden Filialen in weiteren usbekischen Städten gegründet. Heute werden hauptsächlich Studiengänge aus dem Bereich der Informatik, Informationstechnologie, Elektrotechnik und auch den Ingenieurwissenschaften angeboten, es kann aber beispielsweise auch Wirtschaftswissenschaft studiert werden. Vorlesungen werden meist auf Russisch und Usbekisch gehalten. An der Universität gibt es neben einem Zentrum für usbekische und russische Sprache auch ein Fremdsprachenzentrum, in dem Sprachkurse für Englisch, Deutsch oder Französisch belegt werden können.

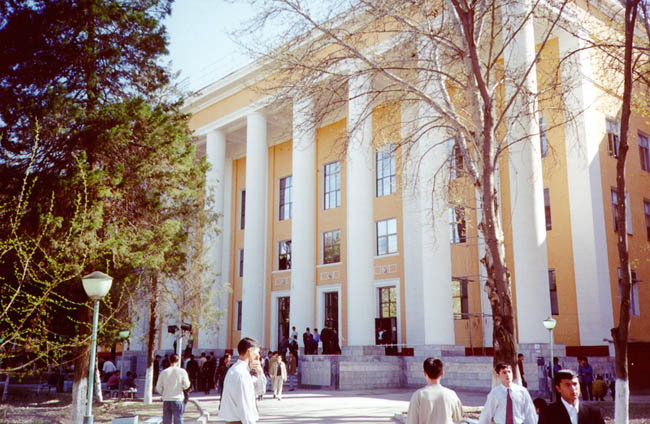
Gebäude der Universität

## Fakultäten
- Fakultät für Informationstechnologie
- Fakultät für Telekommunikationstechnologie
- Fakultät für Radiotechnik, Radiokommunikation und Rundfunktechnik
- Fakultät für Wirtschaftswissenschaften und Management
- Fakultät für Lehrerbildung
- Spezialfakultät für Militärische Weiterbildung